# 225088 공공
225088 공공(Gonggong, 중국어: 共工)은 해왕성 바깥에 있는 산란원반 천체로, 궤도 경사와 이심률이 큰 궤도를 돌아, 태양과의 거리는 34 ~ 101 AU 사이를 오간다. 2019년 기준 공공과 태양의 거리는 88 AU (13.2×109 km)로, 발견된 태양계 천체 중 태양에서 6번째로 멀었다. 심원황도탐사에 따르면 공공은 해왕성과 3:10 궤도 공명 상태로, 해왕성이 10번 태양을 돌 동안 공공은 3번 태양을 돈다. 공공은 2007년 7월 팔로마 천문대에서 발견하였으며, 발견 사실은 2009년 1월 발표되었다.
공공의 지름은 약 1,230 km (760 mi)로, 명왕성의 위성 카론과 비슷한 크기이며, 해왕성 바깥 천체 중에서는 5번째로 크다. 공공은 자체적 중력으로 정역학적 평형을 이루고 있을 가능성이 있기 때문에, 왜행성으로 분류하기도 한다. 공공의 질량으로 보아 메테인으로 이루어진 옅은 대기가 존재할 가능성이 있으나, 만약 대기가 존재한다고 하여도 우주 공간으로 천천히 사라질 것으로 여겨진다. 공공이라는 이름은 중국 신화에 등장하는 물의 신인 공공에서 따 왔으며, 2019년 발견자들이 진행한 온라인 투표에서 우승한 이름이었다.
공공은 붉은색을 띄는데, 이는 표면에 유기 화합물의 일종인 톨린이 존재하기 때문으로 추정하고 있다. 표면에는 얼음도 있으며, 과거에 얼음화산 활동이 있었음을 시사한다. 공공의 자전 주기는 약 22시간으로, 통상 해왕성 바깥 천체의 자전 주기가 12시간 이하인 데 비해 느리게 자전하는데, 이는 위성 샹류의 조석력으로 인한 것으로 보고 있다.

## 역사

### 발견

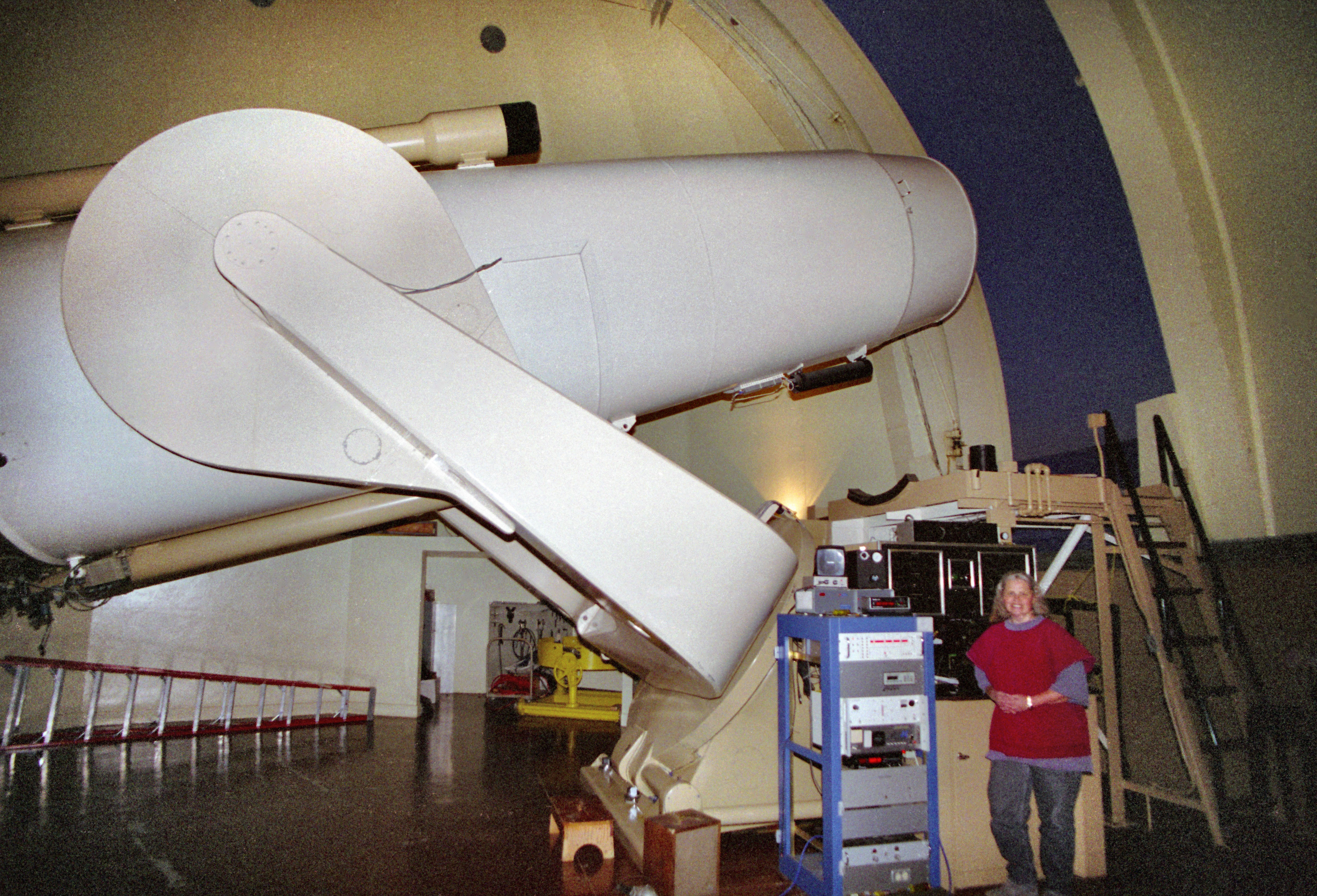
공공을 발견한 팔로마 천문대의 새뮤얼 오스친 망원경.

공공은 2007년 7월 17일 미국 천문학자 메간 슈왐, 마이클 E. 브라운, 데이비드 라니보위츠가 발견하였다. 공공의 발견 당시 팔로마 천문대는 새뮤얼 오스친 망원경을 이용해 세드나 주변, 거리 50 AU (7.5×109 km; 4.6×109 mi) 이상 지역에 존재하는 천체를 찾는 탐사를 진행 중이었으며, 1,000 AU 이상 떨어진 천체의 움직임도 포착할 수 있었다. 슈왐은 반짝 비교정을 이용해 공공을 찾았는데, 공공의 움직임이 상대적으로 느렸기 때문에 거리가 먼 천체로 여겨졌다. 공공의 발견은 슈왐의 박사 학위 논문으로 제출되었다.
2009년 1월 7일 공공의 발견 사실이 소행성체 센터 전자 전단에 게시되었으며, 2007년 7월 후반기에 267번째로 발견된 천체였기 때문에 임시 명칭 2007 OR10을 부여받았다. 2017년 기준, 공공은 충 13번 동안 230번 관측되었으며, 가장 예전의 사전발견 사진은 1985년 8월 19일 라 시야 천문대에서 촬영한 사진이었다.

### 이름 및 기호
공공의 이름은 중국 신화의 공공에서 따 왔다. 공공은 구리와 철로 이루어졌고, 붉은 머리카락을 가진 사람 머리에, 뱀의 몸(꼬리)을 가진 형상으로 묘사되며, 신하에 따르면 혼란과 재앙을 불러오며, 추방될 때까지 지구를 기울이고 홍수를 일으켰다고 전해진다. 공공에 대한 이야기는 흔히 보좌관인, 머리를 9개 가진 뱀 모습의 괴물 상류와 함께 전해진다.
정식으로 이름이 붙기 전까지, 공공은 이름이 붙여지지 않은 태양계 천체 중 크기가 가장 컸다. 발견 직후 브라운은 하우메아족에 속할 것이라는 추정을 바탕으로, 색상을 하얀색으로 추정해 백설 공주라는 별명으로 불렀는데, 이는 당시 브라운의 팀이 일곱 난쟁이라고 불린 천체 7개, 콰오아(2002년), 세드나(2003년), 하우메아, 살라시아, 오르쿠스(2004년), 마케마케, 에리스(2005년)를 발견했던 사실과도 관련이 있었다. 이후 공공이 콰오아와 달리 확실하게 붉은색을 띈다는 사실이 밝혀진 후 별명은 사라졌다. 발견 2년 후인 2009년 11월 2일, 소행성체 센터는 공공에 소행성체 번호 225088을 부여했다.
브라운은 발견 이후 공공을 크기 이외에 중요한 천체라고 생각하지 않아, 이름을 붙이는 것을 고려하지 않았으나, 2011년에는 얼음과 메테인의 존재 가능성으로 인해 연구 가능성이 충분해졌다며, 이름을 붙이는 행위를 정당화할 만한 근거가 생겼다고 말했다. 2016년 케플러 우주망원경의 크기 추산 이후, 슈왐 또한 충분한 자료가 쌓였기 때문에 공공에 이름을 붙일 만하다고 인정하였다.
2019년 발견자들은 공공 (중국), 홀레 (독일), 우일리 (노르드) 중에서 하나를 고르게끔 하는 온라인 투표를 진행했는데, 이 세 후보는 공공과 비슷한 궤도를 가진 천체의 이름은 창조와 관련된 신화적 이름으로 해야 한다는 국제천문연맹의 명명 규정에 따른 것이었으며, 여기에 더해 물, 얼음, 눈, 빨간색과 관련이 있었으며, 공공의 위성에 붙일 이름까지 고려하기 쉽다는 특징이 있었다. 공공의 위성의 이름은 위성을 발견한 발견자의 특권으로서, 투표로 결정하지 않았다.
2019년 5월 29일, '공공'이 28만 표를 받아 전체의 46%를 득표함으로서, 천체의 이름이 공공으로 결정되었으며, 바로 국제천문연맹의 소천체 명명 위원회(Committee on Small Body Nomenclature, CSBN)에 상정되었다. 2020년 2월 5일, 소천체 명명 위원회는 공공이라는 이름을 승인하였으며, 소행성체 센터에 게시되었다.
현대 천문학에서 천문 기호는 더 이상 사용하지 않기 때문에, 공식적으로 공공은 기호를 받지 않았으나, 점성술에서는 U+1F77D 🝽 gonggong ⟨⟩ 이라는 기호를 사용하는데, 모양은 데니스 모스코비츠가 한자 共과 뱀의 꼬리 모양을 합쳐 만들었다.

## 궤도

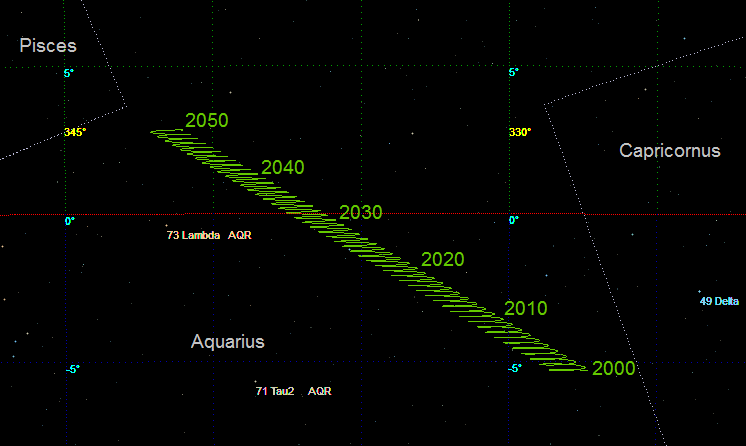
2000년부터 2050년까지 물병자리에서의 공공의 겉보기 이동.

공공과 태양의 평균 거리는 67.5 AU (1.010×1010 km; 6.27×109 mi)이며, 태양 주위를 한 바퀴 도는 데 554년이 걸린다. 공공의 궤도면은 황도에 대해 크게 기울어져 있으며, 궤도 경사는 30.7도, 궤도 이심률은 0.50인데, 이심률이 크기 때문에 궤도를 도는 도중 태양과의 거리가 크게 변하며, 구체적으로는 원일점에서는 101.2 AU (1.514×1010 km; 9.41×109 mi), 근일점에서는 33.7 AU (5.04×109 km; 3.13×109 mi)이다. 공공은 1857년 근일점을 통과하였으며, 현재 태양에서 멀어지는 중이다.
공공은 크기에 비해 공전 주기, 궤도 경사, 궤도 이심률이 모두 다른 천체에 비해 큰 편이다. 왜행성 후보 천체 중 세드나(11,400년)와 에리스(558년)에 이어 세 번째로 공전 주기가 길며, 궤도 경사는 에리스(44°)에 이어 두 번째로 크며, 궤도 이심률도 세드나(0.84)에 이어 두 번째로 크다.
소행성체 센터에서는 공공의 궤도가 멀고 찌그러져 있다는 점에서 산란원반 천체로 분류하며, 심원황도탐사에서는 해왕성과 3:10 궤도 공명을 이루는 공명 해왕성 바깥 천체로 보았다.
2021년 기준 공공은 태양에서 89 AU (1.33×1010 km; 8.3×109 mi) 떨어져 있으며, 1.1 km/s (0.68 mi/s)의 속도로 이동하고 있다. 현재 공공은 발견된 천체 중 태양에서 8번째로 멀며, 2021년 기준 태양과 84.3 AU 떨어져 있는 세드나보다도 멀다. 공공은 2013년부터 세드나보다 태양에서 멀리 떨어져 있으며, 2045년에는 에리스보다 멀리 떨어지게 된다. 공공의 원일점 도달 시기는 2134년이다.

### 밝기
공공의 절대등급(H)은 2.34로, 해왕성 바깥 천체 중 7번째로 밝다. 오르쿠스(H=2.31, D=917 km)보다는 어둡지만, 콰오아(H=2.82, D=1,110 km)보다는 밝다. 소행성체 센터와 JPL 소천체 데이터베이스에서는 절대등급을 각각 1.6과 1.8로 보는데, 이 경우 공공은 해왕성 바깥 천체 중 5번째로 밝게 된다.
공공과 태양의 거리는 88 AU이기 때문에, 겉보기등급은 21.5밖에 되지 않아, 지구에서 쉽게 관측할 수 없다. 공공은 에리스보다 태양에 더 가깝지만, 에리스의 반사율이 더 높기 때문에, 에리스의 겉보기등급 18.8로 공공보다 더 밝게 보인다.

## 물리적 성질

### 표면 및 분광

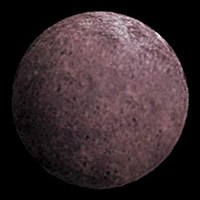
공공의 상상도로, 빨간 표면을 강조하였다.

공공 표면의 반사율은 0.14로, 붉은색이라는 점과, 얼음 및 메테인의 존재 가능성이 있다는 점에서 콰오아와 표면 구성성분 및 분광형이 비슷할 것으로 추정하고 있다. 공공의 반사 스펙트럼은 2011년 칠레 라스 캄파나스 천문대의 마젤란 망원경을 이용해 근적외선 대역에서 최초로 측정했는데, 적색 부근에서 강한 스펙트럼 기울기가 나타나고, 1.5 ~ 2 μm 사이에서는 넓은 흡수선이 나타나, 공공이 빨간색 빛을 더 많이 반사한다는 사실이 밝혀졌다. 허블 우주망원경의 후속 측광 결과에서는 1.5 μm에서 비슷한 흡수선이 나타났는데, 이는 카이퍼대 천체에서 흔히 나타나는 얼음의 특징이다. 표면에 얼음이 있다는 것은 공공에서 과거에 얼음화산 활동이 있어 얼음을 표면에 뿌린 이후 화산 활동이 멈췄다는 사실을 나타낸다.
공공은 가시광선과 근적외선 모두에서 가장 붉은 해왕성 바깥 천체에 속하는데, 표면에 색이 없는 얼음이 많은 점을 감안하면 상당히 특이한 현상으로, 이 때문에 색상이 밝혀지지 않았던 당시의 별칭이 '백설 공주'였다. 색상으로 보아 공공의 표면에는 메테인이 있을 것이라고 추정하고 있지만, 신호 대 잡음비가 낮아 스펙트럼의 직접 관측이 이루어지지는 않았다. 메테인은 태양풍과 우주선의 영향으로 광분해가 일어나 유기 화합물인 톨린을 형성하는데, 이 톨린으로 인해 표면이 붉게 보인다. 2015년 분광 관측 결과에서는 2.27 μm 대역에서 흡수선이 관측되었는데, 이는 메테인이 분해되어 생긴 화합물을 나타낸다. 메테인이 있으면 공공의 표면 밝기는 증가하게 되지만, 현재 관측되는 어두운 표면은 얼음으로 인한 것이라고 추즉하고 있다.
공공은 충분히 크기 때문에 표면 온도가 콰오아보다 높은 근지점(33.7 AU)에서도 표면에 휘발성 메테인이 남아 있는데, 여기에 암모니아, 일산화 탄소, 질소 등 해왕성 바깥 천체 다수가 잃는 휘발성 물질도 남아있을 가능성이 있다. 공공은 콰오아처럼 표면에 휘발성 물질이 남아있을 수 있는 질량을 간신히 충족하는 것으로 추정하고 있다.

### 대기

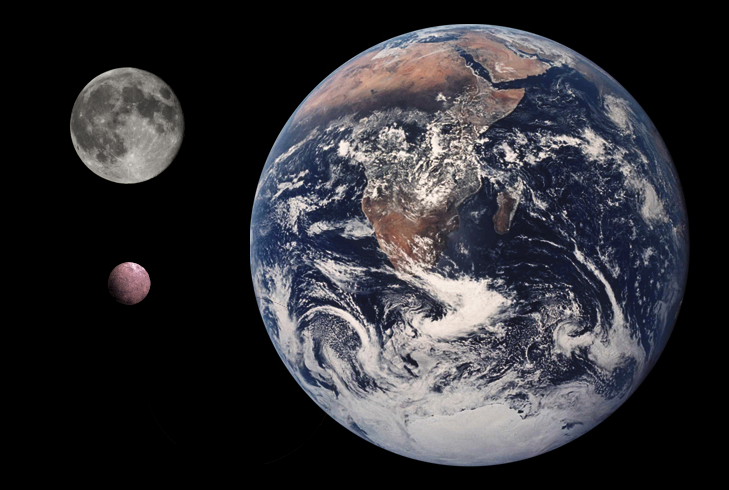
지구 및 달과 공공의 크기 비교.

공공의 표면에 톨린이 있다는 점에서, 공공에 콰오아와 유사한, 옅은 메테인 대기가 있을 가능성이 있다. 공공은 가끔 콰오아보다 태양에 가깝게 접근해 메테인이 기화되는데, 질량이 커 메테인을 간신히 붙잡아둘 수 있다. 원일점 근처에서는 메테인을 포함해 여러 휘발성 물질이 표면으로 응결해 표면 반사율이 감소한다. 반사율이 감소하면 흡수하는 태양 에너지의 양이 증가하여 표면 온도가 올라가므로, 질소나 일산화 탄소 등 휘발성이 강한 물질은 사라지고, 메테인 등 휘발성이 상대적으로 낮은 물질은 미량 남게 된다.
공공은 태양계의 형성 당시에는 얼음화산이 활동하며 더 두꺼운 대기가 있었으나, 화산 활동이 감소하며 이 시기에 형성된 대기도 점차 우주 공간으로 탈출하였다.

### 크기
| 연도 | 지름              | 방법        | 주석   |
| ---- | ----------------- | ----------- | ------ |
| 2010 | 1,752 km          | 열          | [ 49 ] |
| 2011 | 1,200+300 −200 km | 반사율 추정 | [ 44 ] |
| 2012 | 1,280±210 km      | 열          | [ 41 ] |
| 2013 | 1,142+647 −467 km | 열          | [ 50 ] |
| 2013 | 1,290 km          | 복사 측정   | [ 7 ]  |
| 2016 | 1,535+75 −225 km  | 열          | [ 11 ] |
| 2018 | 1,230±50 km       | 복사 측정   | [ 10 ] |

2019년 기준, 복사 측정법, 질량값, 밀도로 추산한 공공의 지름은 1,230 km (760 mi)로, 50 km (31 mi) 가량의 불확실성이 있지만 명왕성, 에리스, 하우메아, 마케마케에 이어 다섯 번째로 큰 해왕성 바깥 천체이다. 공공의 크기는 명왕성의 위성인 카론과 비슷하다.

여러 해왕성 바깥 천체의 크기, 반사율, 색상 비교. 천체에 그려진 회색 부채꼴은 크기의 불확실성을 나타낸다.

국제천문연맹은 2008년 하우메아와 마케마케 이후 왜행성을 추가 지정할 가능성에 대해 언급한 적이 없다. 공공은 국제천문연맹이 제시한 기준인 절대등급 +1 이하를 만족시키지는 못하지만, 천문학자 일부는 공공이 왜행성으로 보기에 충분히 크다고 본다. 브라운은 2013년 측정한 결과인 지름 1,290 km (800 mi)을 바탕으로 "주 성분이 암석이라면 왜행성이어야 한다"고 주장하였으며, 스콧 S. 셰퍼드는 반사율이 1이라고 가정했을 때의 공공의 이론적 지름 최저치가 580 km (360 mi)인데, 얼음질 천체의 정역학적 평형은 200 km에서 발생하므로, 왜행성으로 보아야 한다고 제안하였다. 하지만 이아페투스는 지름이 1,470 km (910 mi)에 달하지만 정역학적 평형을 이루지 않고 있으므로, 아직은 가설에 머물고 있다.
2010년 곤잘로 탄그레디는 공공의 크기를 1,752 km (1,089 mi)로 크게 추산했는데, 당시에는 이 값을 뒷받침할 만한 광도곡선 등 관측 자료가 부족했다. 공공은 직접 관측하기에 거리가 너무 멀었기 때문에, 브라운은 반사율이 0.18이라는 추정 하에 크기를 1,000 ~ 1,500 km (620 ~ 930 mi)로 추정했다. 2012년 허셜 우주망원경을 사용한 연구에서는 원적외선 관측을 통해 공공의 지름을 1280±210 km로 보았으며, 2013년 허셜 우주망원경과 스피처 우주망원경의 자료를 합친 결과에서는 지름을 1142+647
−467 km로 추산했다.
2016년 허셜 우주망원경과 케플러 우주망원경의 열복사 자료를 합친 결과에서는 공공의 반사율을 기존보다 낮은 0.089로 보아, 지름을 기존 추정치보다 큰 1535+75
−225 km로 보았는데, 이 결과에 따르면 공공은 마케마케(1,430 km)보다 커, 에리스와 명왕성에 이어 세 번째로 큰 해왕성 바깥 천체가 된다. 2018년 이뤄진 후속 관측에서는 위성의 발견에 따른 질량 측정치와, 공공의 자전축이 관측 방향과 나란하다는 연구 결과를 바탕으로, 공공의 지름을 1230±50 km로 보았다. 이 결과에 따르면 공공은 다섯 번째로 큰 해왕성 바깥 천체이다.

### 질량, 밀도, 자전
위성의 궤도로 계산한 공공의 질량은 1.75×1021 kg (3.86×1021 lb)이고, 밀도는 1.72±0.16 g/cm3이며, 이를 통해 추정한 공공의 지름은 1,230 km (760 mi)으로, 이는 2016년에 측정했던 추정치인 1,535 km (954 mi)보다 작아진 값이다. 2016년의 지름 값과 질량 측정치를 비교하면, 밀도의 추정치가 비정상적으로 낮은 0.92 g/cm3까지 떨어지게 된다.
공공은 에리스, 명왕성, 하우메아, 마케마케에 이어 다섯 번째로 질량이 큰 해왕성 바깥 천체로, 질량 1.586×1021 kg (3.497×1021 lb), 밀도 1.702 g/cm3인 카론보다 살짝 더 무겁다. 공공은 질량이 크기 때문에 정역학적 평형을 이루어, 자전으로 약간 편평해진 매클로린 타원체의 형태를 띌 것으로 추정하고 있다.
공공의 자전 주기는 2016년 3월 케플러 우주망원경을 이용한 밝기 변화 관측으로 처음 측정하였는데, 밝기 변화가 0.09 등급밖에 되지 않을 정도로 광도곡선의 변화가 작아, 지구에서 보기에 거의 극 부분을 바라보고 있다는 점을 나타내고 있다. 이는 위성의 궤도 경사가 큰 사실과 일치한다. 케플러의 관측 결과에서는 자전 주기가 44.81±0.37 또는 22.4±0.18 시간으로 산출되었는데, 자전축의 기울기를 설명하는 모형과의 일치성을 근거로, 22.4±0.18 시간이 더 가능성이 높다고 받아들여지고 있다. 보통 해왕성 바깥 천체의 자전 주기는 6시간에서 12시간 사이라는 점에서, 공공은 상대적으로 느리게 자전하는데, 이로 인해 공공의 편평률은 0.03(22.4시간)이나 0.007(44.81시간)로, 상대적으로 낮다.

## 위성

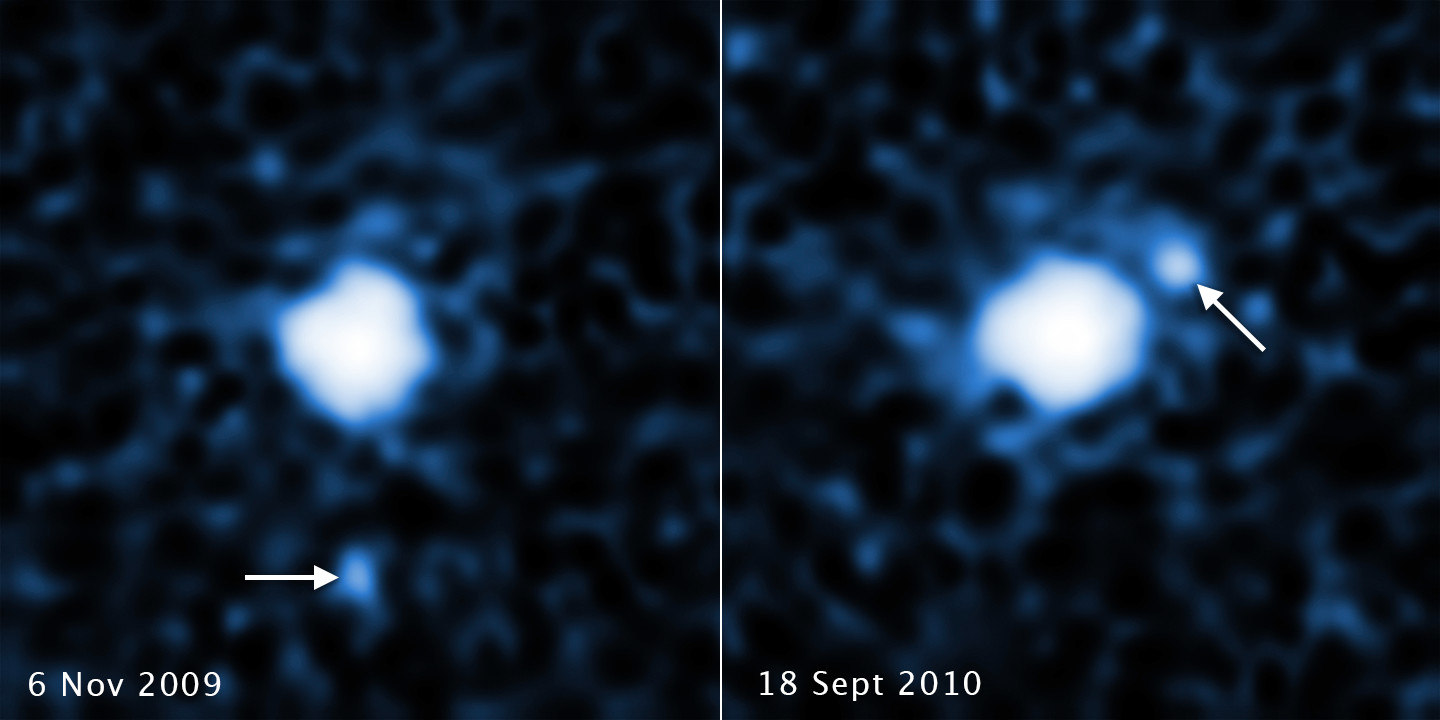
허블 우주망원경이 2009년과 2010년 촬영한 공공과 위성 샹류의 모습.

2016년 3월 공공이 비정상적으로 느리게 돈다는 사실이 발견된 후, 위성의 조석력이 자전 속도를 낮추었을 가능성이 제기되었다. 이를 바탕으로 크사바 키스는 공공을 관측한 허블 우주망원경의 자료를 분석하였으며, 2010년 9월 18일 촬영된 사진에 15,000 km 거리에서 공공을 도는 어두운 위성이 찍혀 있음을 발견하였다. 발견 사실은 2016년 10월 17일 발표되었다. 위성의 지름은 약 100 km이고, 공전 주기는 약 25일이었다. 2020년 2월 5일, 공공의 이름을 발표한 날, 위성의 이름은 공공을 따라다닌 뱀 괴물 상류의 이름을 따 같이 발표하였다.

## 탐사
행성과학자 아만다 잔가리는 현재 발사체 기술로는 공공까지의 행성접근통과 탐사는 최소 20년이 걸릴 것이라고 계산하였다. 2030년이나 2031년에 발사할 경우, 목성에서의 스윙바이를 통해서는 25년 만에 공공에 도착할 수 있다. 이 경우 공공에 도착할 때 공공과 태양 사이의 거리는 약 95 AU가 된다.

## 같이 보기
- 중력적으로 둥근 태양계 천체 목록
- 국제천문연맹의 행성의 정의